# Helen Weinzweig
Helen Weinzweig (geboren als Helen Tenenbaum 21. Mai 1915 in Radom, Russisches Kaiserreich; gestorben 11. Februar 2010 in Toronto) war eine polnisch-kanadische Schriftstellerin.

## Leben
Helen Tenenbaum war die Tochter der Frisörin Lily Wechselmann und des Talmudgelehrten und marxistischen Revolutionärs Joseph Tenenbaum. Ihre Eltern trennten sich, und Mutter und Tochter emigrierten 1924 nach Kanada. 1940 heiratete Helen Tenenbaum den Komponisten John Weinzweig; sie haben zwei Söhne.
Weinzweig veröffentlichte 1967 in der Zeitschrift Canadian Forum mit Surprise! eine erste Kurzgeschichte. 1973 erschien der Roman Passing Ceremony. Der zweite Roman Basic Black with Pearls erhielt 1981 den Toronto Book Award. Eine Bearbeitung ihrer Kurzgeschichten unter dem Titel A View from the Roof kam 1989 heraus, diese stand auf der Shortlist bei den Governor General’s Awards. Weinzweig inszenierte ihr Theaterstück My Mother's Luck selbst, andere Kurzgeschichten wurden für das Theater dramatisiert oder im CBC/Radio-Canada produziert.
Weinzweig sah sich beeinflusst vom europäischen Nouveau roman, von Djuna Barnes und von den südamerikanischen Schriftstellern Mario Vargas Llosa, Jorge Luis Borges und Julio Cortázar.

## Werke
- Passing Ceremony. Anansi, Toronto 1973
  - Von Hand zu Hand. Roman. Übersetzung Hans-Christian Oeser. Nachwort James Polk. Klaus Wagenbach, Berlin 2020 ISBN 978-3-8031-3328-1
- Basic Black with Pearls. Anansi, Toronto 1980. Nachwort (2018) Sarah Weinman
  - Schwarzes Kleid mit Perlen. Übersetzung Brigitte Jakobeit. Klaus Wagenbach, Berlin 2019 ISBN 978-3-8031-3308-3
- A View from the Roof. Kurzgeschichten. Goose Lane, Fredericton 1989